# Emil du Bois-Reymond
Emil Heinrich du Bois-Reymond (1818-1897) va ser un metge alemany conegut pels seus estudis del potencial elèctric dels actes nerviosos.

## Vida i Obra
Du Bois-Reymond va estudiar medicina a la universitat de Berlín, essent deixeble de Johannes Peter Müller, de qui finalment va ser successor en la càtedra de fisiologia. Gràcies als seus contactes amb Helmholtz, Brücke i altres intel·lectuals influents, va aconseguir fundar, el 1877, l'institut de fisiologia de Berlín, institució que va dirigir durant més de vint anys.
Era germà del matemàtic Paul du Bois-Reymond.
És considerat fundador de l'electrofisiologia, juntament amb Carlo Matteucci, l'obra del qual va estudiar molt atentament, tot i que la va considerar fraudulenta. A partir de 1840, va començar una recerca intensiva sobre l'electricitat animal, tan nerviosa com muscular, sobre la qual va publicar el seu primer treball el 1843: Vorläufiger Abriss einer Untersuchung über den sogenannten Frosch Strom und über die elektromotorischen Fische (Exposició preliminar d'una recerca sobre la granota comú i el peix elèctric). Els seus llibres principals sobre el tema es van publicar el 1849 (Untersuchungen über thierische Elektricität (Estudis sobre l'electricitat animal)) i el 1875-77 (Gesammelte Abhandlungen zur allgemeinen Muskel- und Nervenphysik (Recull d'assaigs sobre la física general dels muscles i els nervis)).